# Rádiová stanice Grimeton
Rádiová stanice Grimeton je technická stavba v jihozápadním Švédsku zapsaná mezi památky světového kulturního dědictví UNESCO. Nachází se u obce Grimeton, komuna Varberg, kraj Halland. Je to zachovalá rádiová stanice, která byla vystavěna mezi roku 1922 a 1924 a která bezdrátově přenášela informace pomocí dlouhých vln z/do Severní Ameriky (především komunikovala se stanicí na Long Island). Mezi dvacátými a čtyřicátými léty 20. století přenášela telegramy s využitím Morseovy abecedy. Dnes je technickou památkou se zachovalým tzv. Alexandersonovým alternátorem – předelektronickým rádiovým vysílačem. Stroje jsou stále provozuschopné a jednou za rok se provádí jejich zkouška. V areálu stanice se nachází šest vysílacích věží v rozponu 380 m, každá o výšce 127 m.

## Fotogalerie

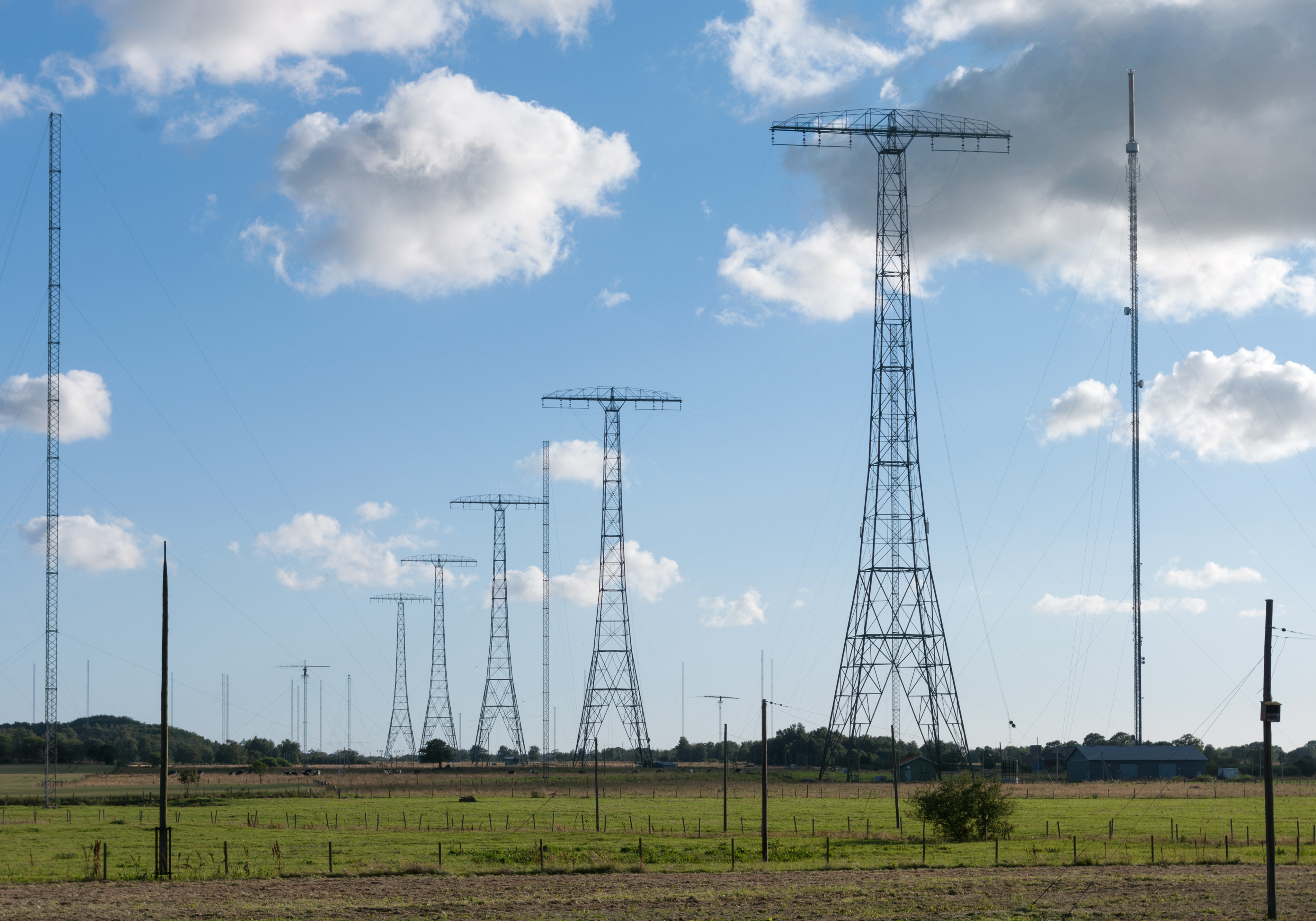
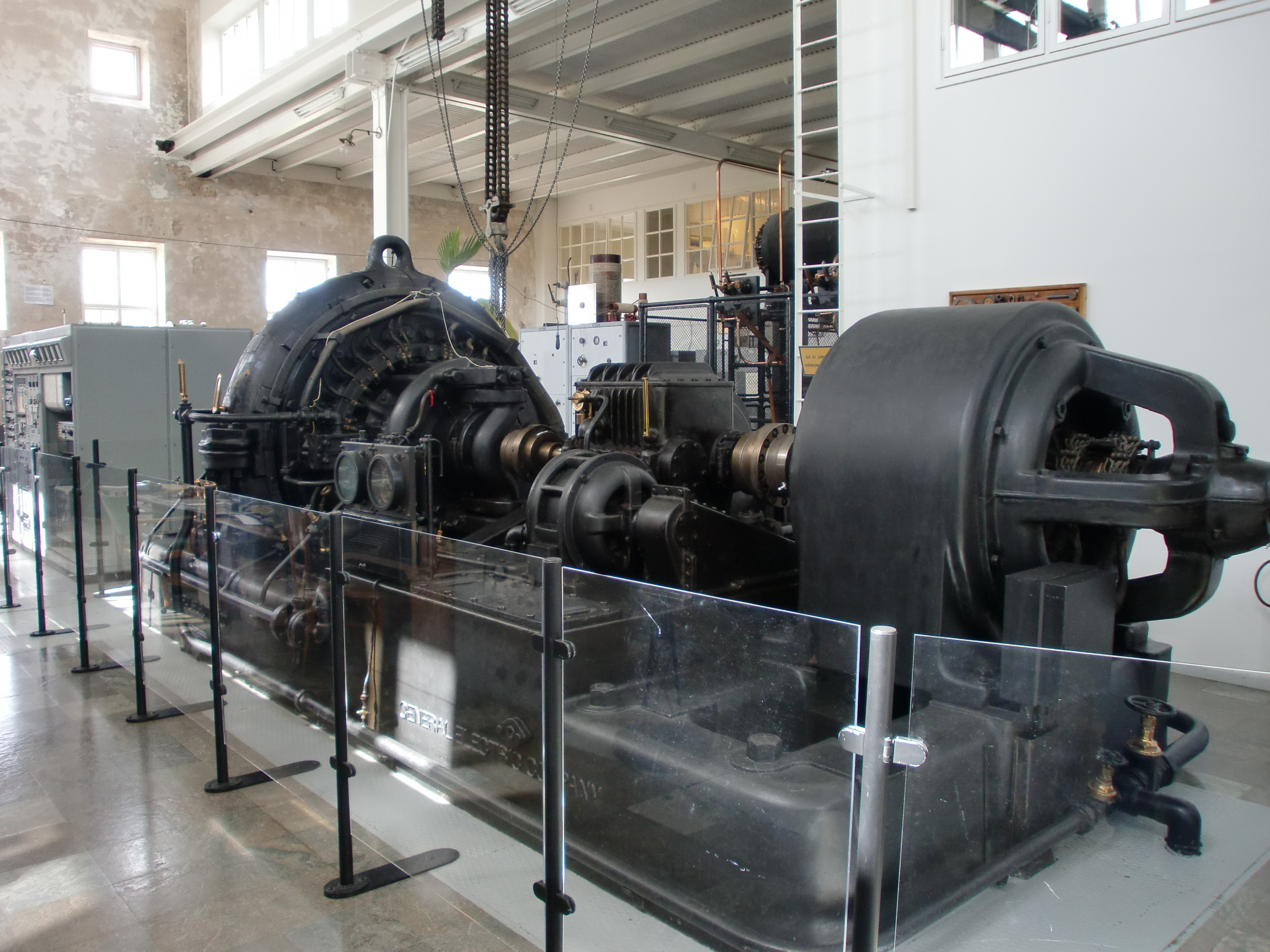
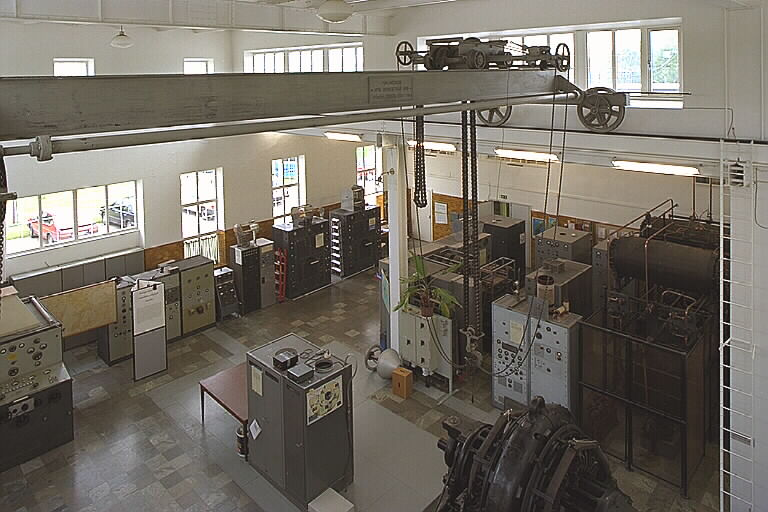
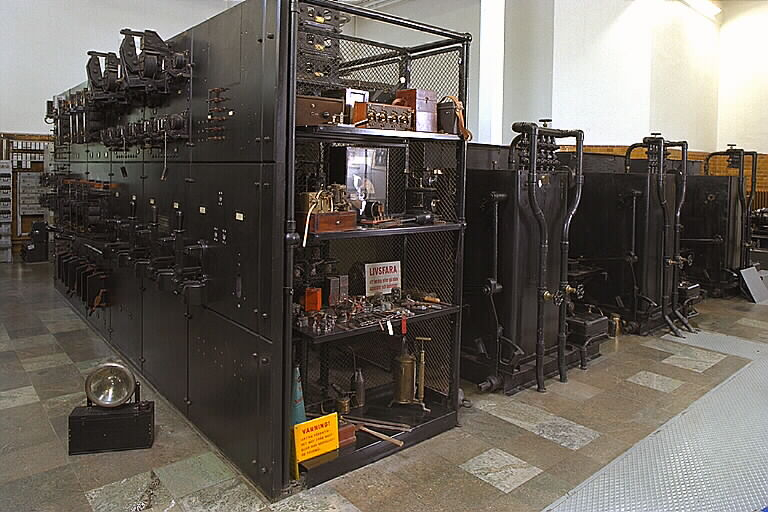